# Limbodessus hahni
Limbodessus hahni är en skalbaggsart som först beskrevs av Watts och William F. Humphreys 2000.  Limbodessus hahni ingår i släktet Limbodessus och familjen dykare. Inga underarter finns listade i Catalogue of Life.